# Robert Benton
Robert Benton   (Dallas, 29 de setembre de 1932 - Nova York, 11 de maig de 2025) va ser un guionista, director de cinema i actor estatunidenc.

## Biografia
Com David Newman amb qui va escriure el guió del film d'èxit Bonnie and Clyde, es va formar en una època on les escoles de cinema no existien i alguns films s'havien de veure en sales d'Art i assaig. Va veure d'aquesta època Jules i Jim de François Truffaut una dotzena de vegades i té una gran admiració pel film de Jean-Luc Godard Al final de l'escapada. Aquesta formació inclou també la lectura dels llibres de Peter Bogdanovich sobre Alfred Hitchcock i Howard Hawks.
Decideix amb Newman adaptar la història de Bonnie Parker i Clyde Barrow després d'haver llegit el llibre de John Toland The Dillinger Days; aquesta història té lloc a Benton perquè procedeix de l'Est de Texas on aquests pistolers són llavors «molt grans herois populars » i també perquè el seu costat revolucionari els sembla ressonar amb l'època on viuen, el final dels anys 1960. Enviaran el guió a François Truffaut qui el confiarà a Warren Beatty. Aquest últim produeix el film i interpreta el paper de Clyde Barrow al costat de Faye Dunaway. Realitzat per Arthur Penn, el film és un gran èxit, malgrat la seva violència inhabitual per l'època, i és fins i tot considerat com un  gir en la història del cinema americà.
Després d'haver treballat a Bonnie and Clyde, Benton i Newman escriuen junts El Rèptil, un western realitzat pel veterà Joseph L. Mankiewicz protagonitzat per Kirk Douglas i Henry Fonda. Benton passa a continuació a la realització amb Bad Company, un altre western, un cop més escrit conjuntament amb David Newman. Benton és no obstant això l'únic guionista del seu film següent, L'última sessió, nostàlgica evocació del cinema negre dels anys 1940 passat a un context contemporani. Regular èxit al box-office, el film és ben acollit per la critica i permet a Benton ser  nominat per l'Oscar al millor guió original.
El 1979 Benton coneix el seu èxit més gran en la seva carrera amb Kramer contra Kramer, un drama conjugal qui aconsegueix cinc Oscars, entre els quals el del millor film, i contribueix a afermar la reputació de l'actriu principal Meryl Streep. Durant el mateix període, Benton i Newman participen en l'escriptura del guió del film Superman realitzat per Richard Donner.
Benton torna a la posada en escena l'any 1982 amb Sota sospita, un thriller psicològic que ret homenatge al cinema d'Alfred Hitchcock. El film, que protagonitza de nou Meryl Streep així com Roy Scheider, passa una mica desapercebut en la seva estrena. A continuació, Benton renova les seves arrels texanes amb el seu film següent, En un racó del cor, un film que té lloc durant la depressió dels anys 1930 i on Sally Field encarna una jove dona que ha quedat vídua fa poc i que decideix llançar-se a la plantació de cotó. Molt ben acollit als Estats Units, el film obté set nominacions als Oscars i el mateix Benton rep el premi al millor guió original.
Benton continua a Texas amb Nadine, l'única comèdia de la seva carrera. Kim Basinger i Jeff Bridges hi encarnen una parella busc-raons submergida en una aventura extravagant. El seu film següent, Billy Bathgate, és un dels escassos que Benton dirigeix sense ser-ne el guionista. Adaptació per Tom Stoppard d'una novel·la d'E. L. Doctorow, Billy Bathgate és una història de pistolers que té lloc durant els anys 1930. Onerosa producció, Billy Bathgate surt després d'un cert nombre de films consagrats al món il·legal (Un dels nostres, Bugsy). El film és tèbiament acollit per la critica i només té un èxit regular.
Benton torna a un cinema més intimista i personal amb Un home gairebé perfecte, un drama psicològic adaptat d'una novel·la de Richard Russo en el qual Paul Newman té el paper d'un sexagenari es troba sobtadament confrontat a responsabilitats inesperades. El film gaudeix d'èxit i, un cop més, Benton serà nominat per l'Oscar al millor guió (adaptació). Benton i Newman fan una segona vegada equip amb Twilight, nou homenatge al film negre una mica en la línia de L'última sessió.

## Filmografia
Les seves pel·lícules més destacades són:

### Director
- 1972 : Bad Company
- 1977 : L'última sessió (The Late Show) - igualment guionista
- 1979 : Kramer contra Kramer (Kramer vs. Kramer) - igualment guionista
- 1982 : Sota sospita (Still of the Night) - igualment guionista
- 1984 : En un racó del cor (Places in the Heart) - igualment guionista
- 1987 : Nadine - igualment guionista
- 1991 : Billy Bathgate
- 1994 : Un home gairebé perfecte (Nobody's Fool) - igualment guionista
- 1998 : Twilight (Twilight) - igualment guionista
- 2003 : La taca humana (The Human Stain)
- 2007 : El joc de l'amor (Feast of Love)

### Guionista
- 1967 : Bonnie and Clyde d'Arthur Penn
- 2005 : The Ice Harvest de Harold Ramis

Robert Benton també ha aparegut en tres documentals televisats : A Great Day in Harlem (1994), Magic Time for Piotr (1998) i Nicole Kidman: An American Cinematheque Tribute (2003)